# Peter Lax
Peter David Lax (Budapest, Hungría, 1 de mayo de 1926-Manhattan, Nueva York, 16 de mayo de 2025) fue un matemático húngaro-estadounidense, que trabajo en áreas de matemática pura y aplicada. Realizó importantes contribuciones a sistemas integrables, dinámica de fluidos y ondas de choques, física de solitones, leyes de conservación hiperbólica, y computación científica y matemática, entre otras áreas.
En una publicación científica en 1958 Lax formuló una conjetura sobre representaciones de matrices para polinomios hiperbólicos de tercer orden, que había permanecido sin pruebas durante  cuatro décadas. El interés en la «conjetura de Lax» aumentó cuando diversos matemáticos que trabajaban en diferentes áreas reconocieron la importancia de sus implicaciones en sus campos, hasta que finalmente fue probada como verdadera en 2003.

## Biografía
Lax nació en Budapest, Hungría, y se mudó con sus padres (Klara Kornfield y Henry Lax) a Nueva York en 1941, donde estudió en el instituto de enseñanza secundaria de Stuyvesant. En 1948 se casó con Anneli Cahn, quien también realizaba la carrera de matemáticas.
Lax tenía un cargo como docente en el departamento de matemáticas del Instituto Courant de Ciencias Matemáticas en la Universidad de Nueva York.
Era miembro de la Academia Nacional de Ciencias de Estados Unidos y fue premiado con la National Medal of Science en 1986, el Premio Wolf en 1987 y el Premio Abel en 2005.
Fue alumno en la Universidad de Nueva York, donde se licenció en 1947 y su Ph.D en 1949 con Kurt O. Friedrichs como tutor de su tesis.

## Influencia de Von Neumann y presencia en Los Álamos[4]
Tras emigrar a Estados Unidos en 1941 huyendo del nazismo, Lax fue reclutado por el ejército estadounidense a los 18 años y asignado al Proyecto Manhattan en Los Álamos como parte del Destacamento Especial de Ingenieros. Allí colaboró en cálculos relacionados con el transporte de neutrones, la dinámica de fluidos y las ondas de choque, contribuyendo al desarrollo de las armas nucleares. 
La influencia de John von Neumann fue determinante en la carrera de Lax. Von Neumann, reconocido por su visión sobre la computación científica, fue un mentor para Lax, quien lo consideraba una figura central en su formación. Bajo su tutela, Lax adoptó un enfoque interdisciplinario que combinaba matemáticas puras con aplicaciones prácticas, especialmente en el ámbito de la computación.
A lo largo de su carrera, Lax realizó contribuciones significativas en ecuaciones en derivadas parciales, dinámica de fluidos y computación científica. Su trabajo fue fundamental para el desarrollo de modelos matemáticos aplicados a la predicción del clima, la aerodinámica y la exploración petrolera.